# Macht die Pille frei?
Macht die Pille frei? ist eine Fernsehdokumentation von Helke Sander und Sarah Schumann aus dem Jahr 1973. Er war einer der wichtigsten westdeutschen Frauendokumentarfilme der 1970er Jahre.

## Inhalt
In einer Gesprächsrunde berichten sieben junge West-Berlinerinnen zwischen 15 und 18 Jahren über ihre Erfahrungen mit der Pille. Dazu werden sie in einigen Situationen im Alltag gezeigt, in der Schule, auf der Arbeit, auf der Straße und zu Hause.
Eine Medizinerin gibt einige Ergänzungen aus ihrer Sicht. Außerdem werden einige junge Männer an ihrem Arbeitsplatz in Gegenwart von Kollegen zu ihrer Meinung über die Pille für die Frau und für den Mann befragt.
Die Grundeinstellung der jungen Frauen zu diesem Thema ist zurückhaltend oder kritisch. Sie müssen entscheiden, ob sie die Pille mit gesundheitlichen Nebenwirkungen einnehmen oder mit einer ständigen Angst vor einer ungewollten Schwangerschaft leben wollen.
Einige berichten zudem, dass sie sich bei ihren Besuchen bei Gynäkologen nicht ausreichend ernst genommen fühlen, besonders, wenn sie von ihren Beschwerden durch Nebenwirkungen sprechen.
Die Ärztin Traute Klier-Siebert formuliert das Grundproblem zugespitzt: Gesunde Frauen müssten zum Arzt gehen, nachdem sie sich einen Krankenschein geholt haben, dort möglicherweise längere Zeit warten, dann ein Medikament zu überteuerten Preisen kaufen, dann gesundheitliche Schäden in Kauf nehmen, und nach dem Absetzen gebe es noch hormonelle Schwankungen.
Das ganze für jeweils etwa drei kritische Tage im Monat.
Die befragten jungen Männer wussten einige Details über die Nebenwirkungen der Pille, zeigten aber wenig Interesse, sich damit weiter zu befassen. Eine mögliche Pille für den Mann lehnten sie wegen der möglichen gesundheitlichen Risiken ab.
Die Kommentatorin Helke Sander zog das Fazit, dass die Pille ein Unterdrückungsinstrument des Mannes sei, um die Frau noch besser verfügbar zu machen. Der männlich dominierten Medizin sei die Gesundheit der Frauen nicht besonders wichtig, und die Pharmaindustrie habe ein besonderes kommerzielles Interesse. Helke Sander forderte deshalb, dass die Frauenbewegung darauf drängen solle, dass gesundheitsverträgliche Verhütungsmittel entwickelt würden. Die Frauen sollten dazu ihren Körper besser kennenlernen und den Zeitpunkt des Eisprungs herausfinden.

## Hintergründe
Helke Sander hatte in den 1960er Jahren das erste auf dem Markt befindliche Präparat der Pille genommen, und dadurch erhebliche körperliche Beschwerden bekommen. (Dieses wurde später verboten.)
1971 gründete sie mit anderen die Frauengruppe Brot und Rosen in West-Berlin, die sich besonders mit den Themen Verhütung und Abtreibung beschäftigte, und 1972 das Frauenhandbuch Nr. 1 dazu herausgab. Darin rieten die Autorinnen zu einer natürlichen Verhütung ohne Pille.
1972 drehte Helke Sander mit der Fotografin Sarah Schumann und der Kamerafrau Gisela Tuchtenhagen die Aufnahmen zu dem Film. Dieser wurde am 27. Februar 1973 bei Nord 3 (NDR) ausgestrahlt und erreichte so ein breites Publikum. Danach wurde er bei verschiedenen Seminaren und Veranstaltungen gezeigt.
Macht die Pille frei? war der erste deutsche Fernsehfilm, der die Einnahme aus Sicht von Frauen kritisch beurteilte. Er gilt heute als einer der wichtigsten westdeutschen Frauendokumentarfilme der 1970er Jahre. Helke Sander wurde in den folgenden Jahren mit mehreren Spielfilmen die wichtigste westdeutsche feministische Filmemacherin.
Der Film Macht die Pille frei? ist beim NDR Studio Hamburg ausleihbar. Das Zeughauskino in Berlin zeigte ihn 2023.
Die Einnahme der Pille wird bis in die Gegenwart kontrovers beurteilt, besonders Frauen, die nach deren Einnahme erhebliche gesundheitliche Schäden erlitten, und einige Medizinerinnen warnen vor den Nebenwirkungen, während besonders in ärmeren Ländern die Zahl der Abtreibungen so gesenkt werden kann.